# Panaxia nyctemerata
Panaxia nyctemerata là một loài bướm đêm thuộc phân họ Arctiinae, họ Erebidae.